# Trichillum halffteri
Trichillum halffteri là một loài bọ cánh cứng trong họ Bọ hung (Scarabaeidae).